# سیه‌رخ رایشنو
سیه‌رخ رایشنو (نام علمی: Batis reichenowi) نام یک گونه از سرده سیه‌رخ‌ها است.